# فيورباخ

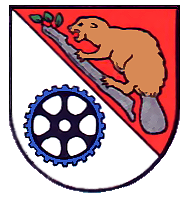
شعار

خريطة تبين موقع فيورباخ, في ألمانيا

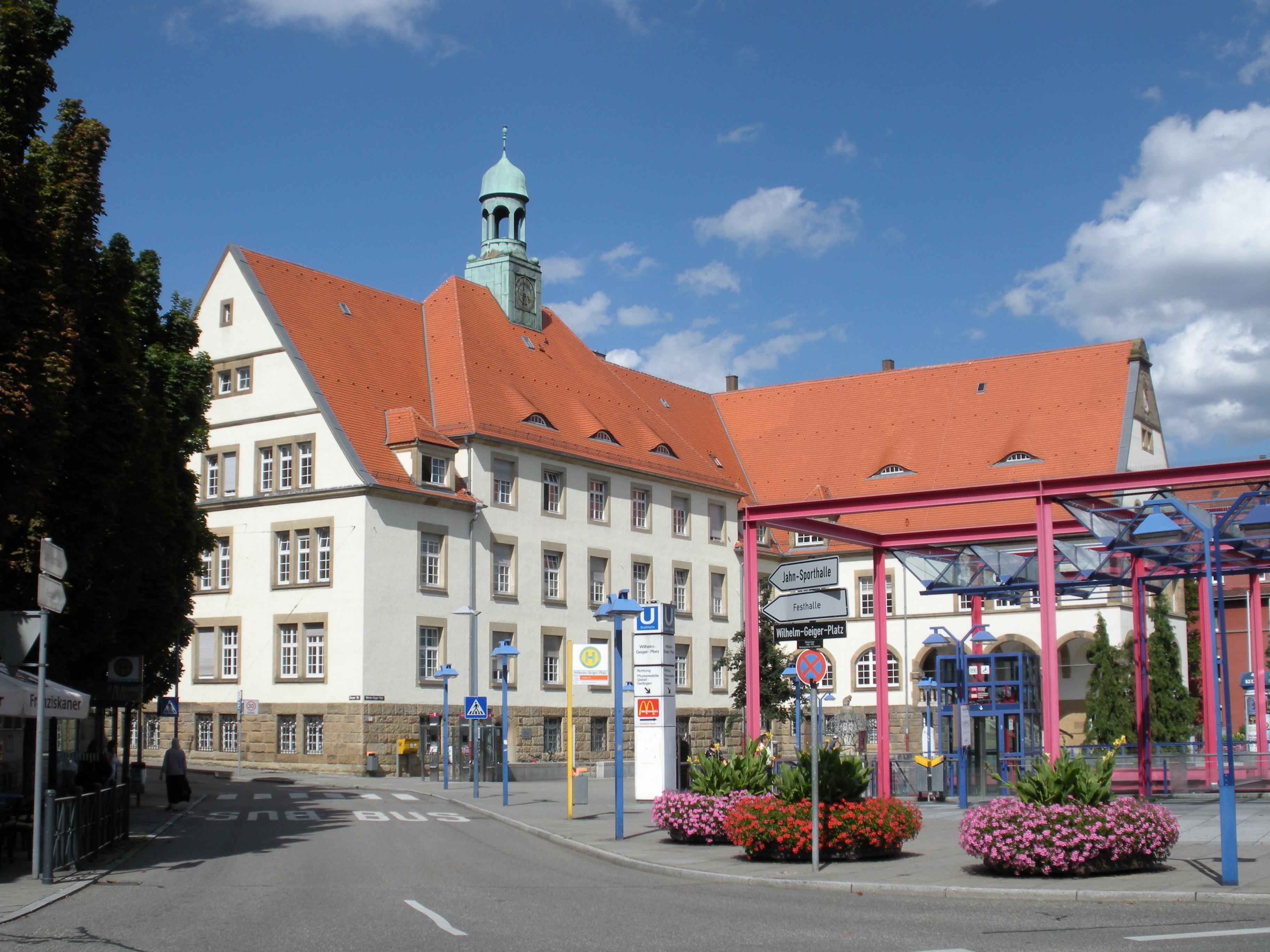
مبنى بلدية فيورباخ

فيورباخ, هي منطقة من مناطق مدينة شتوتغارت. اسمها مشتق من نهر صغير يحمل نفس الاسم يتدفق من منطقة بوتانج المجاورة ويمر من خلال فيورباخ. فيورباخ هي أحد المواطن لعمالقة الصناعة الالمان.

## الكنائس والمنظمات الدينية

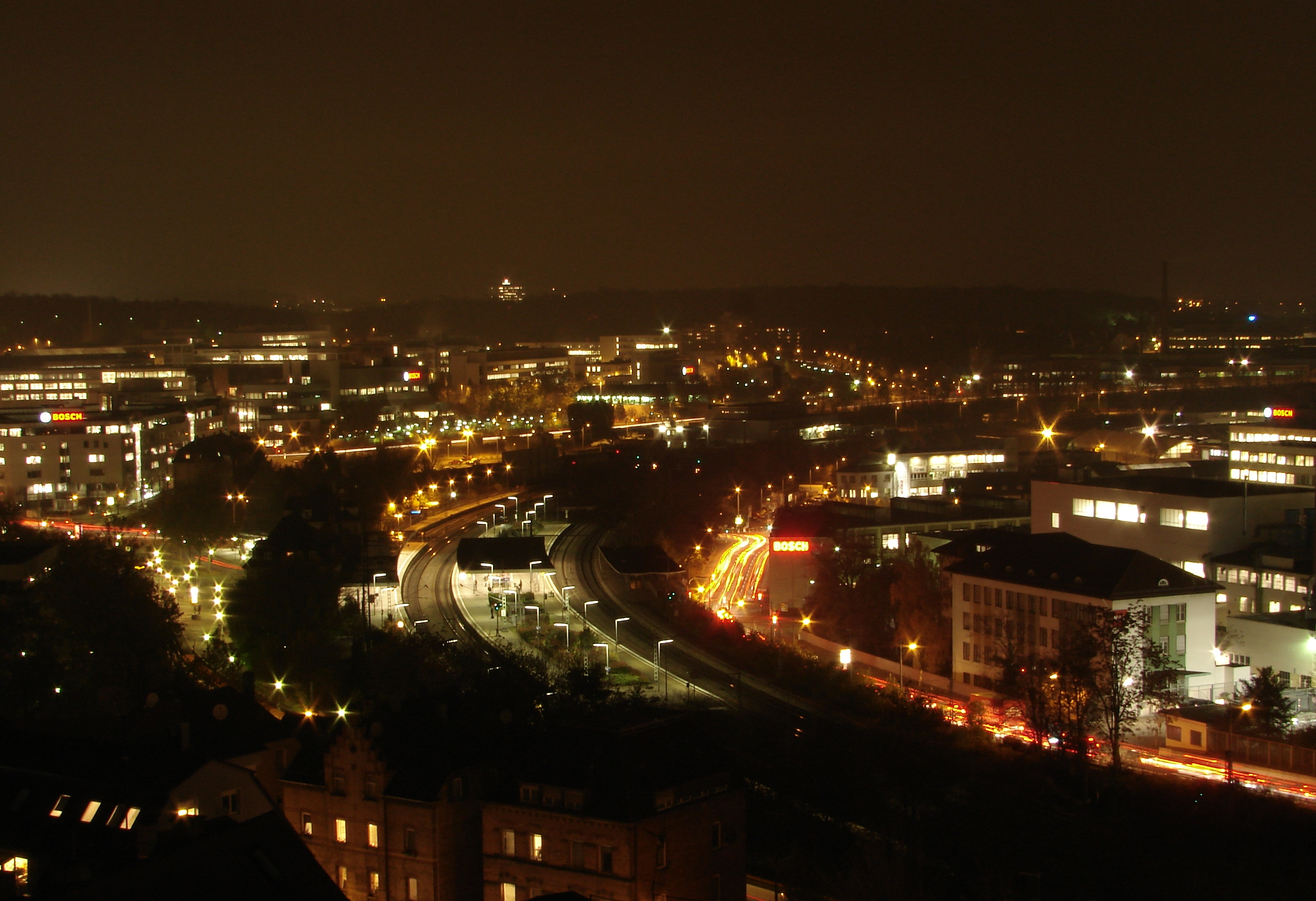
محطة السكة الحديدية في فيورباخ ليلا

يوجد في فيورباخ ثقاقات متعددة وهذا ينعكس في المشهد الديني ويشمل:
3 كنائس كاثوليكية، و4 كنائس بروتستانتية، وكنيسة واحدة لكل من الكنيسة البروستنتية الحرة، الكنيسة الميثودية المتحدة، والكنيسة الرسولية الجديدة. ومسجد تركي والباني للمسلمين.

## الاقتصاد والبنية التحتية
لعبت فيورباخ دورا محوريا في تطوير شتوتغارت الألمانية كمركز رئيسي للصناعة. ونتيجة لذلك فانها لا تزال موطنا لعدد كبير من الشركات، وحتى الشركات الاجنبية والموردين الرئيسيين للسيارات الصغيرة والمتوسطة الحجم.

### المدارس في فيورباخ
- مدرسة باخ (مدرسة ابتدائية)
- مدرسة بسمارك (مدرسة ثانوية)
- لايبنتز، جمنازيوم، (Leibniz-Gymnasium).
- نيوس جمنازيوم، (Neues Gymnasium).

فيورباخ هي أيضا موطن لمدرسة مهنية للدهان والتصميم، وآخرى لتكنولوجيا الأعمال الخشبية، ويوجد أيضا مدرسة لإدارة الأعمال.

## مشاهير من فيورباخ
- 1908: هابولد اوجست، الصناعة (1846–1922),.
- 1909 : الدكتور أوزوالد هيس، كيميائي
- 1917 : روبرت بوش، الصناعة (1861-1942)

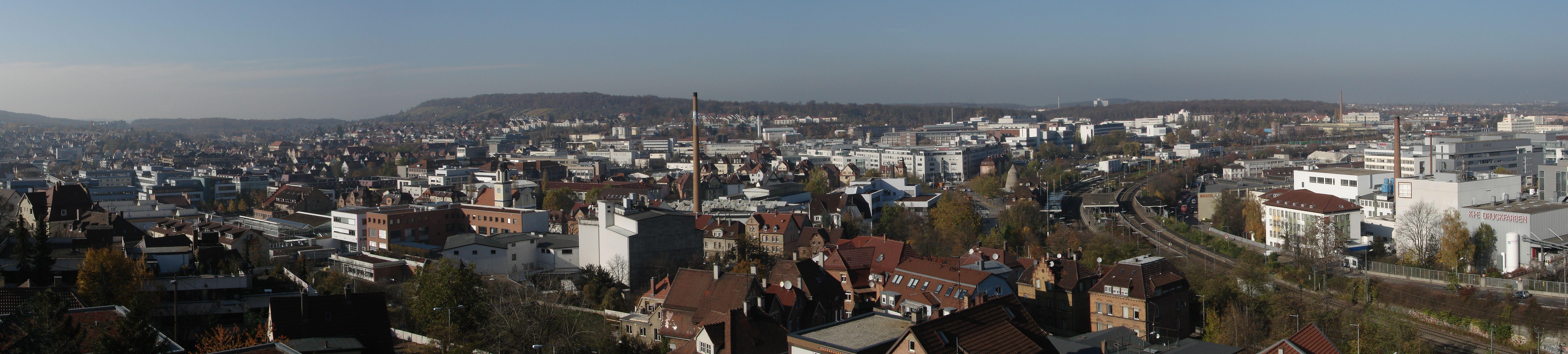
بانوراما فيورباخ، شتوتغارت

## الموقع الرسمي
www.feuerbach.de Official Feuerbach website